# Municipio de Pilot Mound (Iowa)
El municipio de Pilot Mound (en inglés: Pilot Mound Township) es un municipio ubicado en el condado de Boone en el estado estadounidense de Iowa. En el año 2010 tenía una población de 363 habitantes y una densidad poblacional de 6,22 personas por km².

## Geografía
El municipio de Pilot Mound se encuentra ubicado en las coordenadas 42°10′26″N 94°0′54″O / 42.17389, -94.01500. Según la Oficina del Censo de los Estados Unidos, el municipio tiene una superficie total de 58.34 km², de la cual 57,79 km² corresponden a tierra firme y (0,95 %) 0,55 km² es agua.

## Demografía
Según el censo de 2010, había 363 personas residiendo en el municipio de Pilot Mound. La densidad de población era de 6,22 hab./km². De los 363 habitantes, el municipio de Pilot Mound estaba compuesto por el 96,97 % blancos, el 1,1 % eran afroamericanos, el 0,28 % eran amerindios, el 0,28 % eran de otras razas y el 1,38 % eran de una mezcla de razas. Del total de la población el 0 % eran hispanos o latinos de cualquier raza.